# Надзаладеви (электродепо)
ТЧ-1 «Надзаладе́ви» (груз. ნაძალადევი) — исторически первое электродепо Тбилисского метрополитена, введено в эксплуатацию в 1965 году. Обслуживает Сабурталинскую линию. Подвижной состав состоит из модернизированных вагонов 81-717М/714М и Ема-502М производства Мытищинского машиностроительного завода и Ленинградского вагоностроительного завода им. И. Е. Егорова (в 1992—2013 гг. — ЗАО «Вагонмаш»). Является одним из двух депо (второе — ТЧ-2 «Глдани»), занимающихся обслуживанием линий Тбилисского метрополитена.

## История
Депо введено в эксплуатацию в 1965 году — до открытия Тбилисского метрополитена 11 января 1966 года.
После открытия электродепо Глдани в 1985 году электродепо «Надзаладеви» обслуживает Сабурталискую линию.